# Tonneau
Tonneau (auch Tonneau de mer, Tonneau metrique) oder Tonne war ein französisches Volumenmaß für trockene Waren und Flüssigkeiten. Tonneau ist eine Maßeinheit für das Gewicht und entspricht 1000 kg.
Früher wurde es auch als Raummaß verwendet und entsprach = 42 Pariser Kubikfuß = 1,440 m³, als Getreidemaß = 15 Hektoliter.
In Marseille wurde der Begriff nach der Ware verschieden angewendet (900 Liter Öl, 18 Kisten à 25 Flaschen Wein etc.). Als altes französisches Hohlmaß (für Bordeauxwein) entsprach 1 Tonneau = 912 Litern.

## Weinmaß
- Bordeaux 1 Tonneau = 4 Barriques (Oxhoft) = 6 Tiercons = 128 Veltes (Viertel) = 440 Pots
  - 1 Tonneau = 45.988 Pariser Kubikzoll = 928 Liter[2] (auch 912 Liter[3])

Das Maß war auf Honig erweitert.

## Trockene Waren
Als Maß für trockene Waren wie Getreide, Salz, Kohlen und Kalk nahm man den Muid/Mudde oder Kiloliter. Er war das französische Malter, was nur eine andere Bezeichnung für das Tonneau darstellte.
Vom alten Boisseau, ein Getreidemaß mit 13 Litern, waren 144 nötig für 1 Tonneau.